# Hydrodynamischer Radius
Der hydrodynamische Radius {\displaystyle R_{0}} (auch „Stokesradius“ nach George Gabriel Stokes) ist der Radius einer hypothetischen festen Kugel, die in einem Lösungsmittel dieselben Diffusionseigenschaften besitzt wie das durch den hydrodynamischen Radius beschriebene Teilchen (zum Beispiel Ion, Protein,  Micelle, Virus oder Staubpartikel). Der hydrodynamische Durchmesser beträgt das Doppelte des hydrodynamischen Radius.
Das für die Diffusion relevante Volumen eines Teilchens in Lösung wird nicht nur durch die Atome des Teilchens selbst, sondern auch durch umgebende Lösungsmittelmoleküle gebildet. Diese können aufgrund elektrostatischer Wechselwirkungen so fest mit dem Teilchen interagieren (Grotthus-Mechanismus), dass diese Solvathülle bei der Bewegung durch das Lösungsmittel gebunden bleibt. Dieses Gesamtvolumen bestimmt die Diffusion, wobei ein größeres Volumen eine langsamere Diffusion bedingt. Für nicht-kugelförmige Teilchen bestimmt auch die Form die Diffusionsgeschwindigkeit und damit den hydrodynamischen Radius.
Da die realen Ausmaße des Teilchens in Lösung nicht direkt messbar sind, wird der hydrodynamische Radius über die Stokes-Einstein-Gleichung definiert (die Temperatur, die Viskosität und die Diffusionskonstante können in der Praxis gemessen werden):
{\displaystyle R_{0}={\frac {k_{\mathrm {B} }\cdot T}{6\cdot \pi \cdot \eta \cdot D}}}
mit
- {\displaystyle k_{\text{B}}} die Boltzmannkonstante
- {\displaystyle T} die Temperatur
- {\displaystyle \eta } die Viskosität des Lösungsmittels
- {\displaystyle D} die Diffusionskonstante.

Der hydrodynamische Radius kann beträchtlich vom realen Radius des Teilchen abweichen; meist ist er kleiner als der effektive Radius des Teilchens.
In der Praxis wird der hydrodynamische Radius von Proteinen und Polymeren ermittelt durch
- Dynamische Lichtstreuung
- Fluoreszenz-Korrelations-Spektroskopie
- Elektronenspinresonanz-Spektroskopie (ESR)
- Kernspinresonanzspektroskopie (NMR) oder
- Messungen der Fluoreszenzpolarisation.

Gemessen wird der Radius unter anderem, um das Verhalten von Polymeren gegenüber Lösungsmitteln zu prüfen oder um Aussagen über die Struktur von Proteinen machen zu können. 